# Rautatientori (métro d'Helsinki)
Rautatientori (en finnois : Rautatientori et en suédois : Järnvägstorget) est une station de la section commune aux lignes M1 et M2 du métro d'Helsinki. Elle est située au n°1a Kaivokatu, près de l'Asema-aukio, dans le  quartier de Kluuvi, à Helsinki en Finlande. Elle est en correspondance avec la gare centrale d'Helsinki.
Mise en service en 1982, elle est, depuis 2017, desservie alternativement par les rames des lignes M1 et M2.

## Situation sur le réseau

Plan du métro.

Établie en souterrain, la station Rautatientori est une station de passage de la section commune aux ligne M1 et M2 du métro d'Helsinki. Elle est située entre la station Kamppi, en direction du terminus ouest M2 Tapiola ou en direction du  terminus ouest M1 Matinkylä, et la station Helsingin yliopisto, en direction, de Mellunmäki terminus de la branche nord M2, et Vuosaari terminus de la branche est M1.
Elle dispose d'un quai central encadré par les deux voies de la ligne.

## Histoire
La station Rautatientori est mise en service le 1er juillet 1982 par l'Établissement des transports de la ville d'Helsinki (HKL), lors de l'ouverture du tronçon de Rautatientori à Hakaniemi, et l'ouverture officielle de l'exploitation ordinaire de la ligne a lieu le 3 août 1982.
Le 8 novembre 2009, une fuite accidentelle de canalisation d'eau courante endommage gravement la station. La station n'est rouverte au public que le 15 février 2010.
Avant le changement de nom de la station Université d'Helsinki en 2014, Rautatientori est la seule station du réseau avec un nom anglais : Central railway station, pour marquer la correspondance avec la gare ferroviaire. En finnois et suédois, le nom de la station désigne la Place Rautatientori située à l'Est de la gare. Toutefois, la gare est située à l'Ouest de la gare sous la Place d'Eliel.

## Services aux voyageurs

### Accès et accueil
Située au n°1a de la Kaivokatu, elle dispose de seize accès (bouches et édicules), qui permettent de rejoindre le niveau -1 qui comporte de nombreux cheminements souterrains permettant de rejoindre les accès au niveau -2 où se situe le hall de la billetterie et le lien avec le quai de la station situé au niveau -3. Des escaliers mécaniques et des ascenseurs, pour l'accessibilité des personnes à la mobilité réduite, permettent les liaisons entre les différents niveaux, mais seuls quatre points d'accès permettent l'accessibilité de la surface au niveau -1.

### Desserte
Rautatientori est desservie alternativement par les rames de la ligne M1 et de la ligne M2.

Installations et desserte
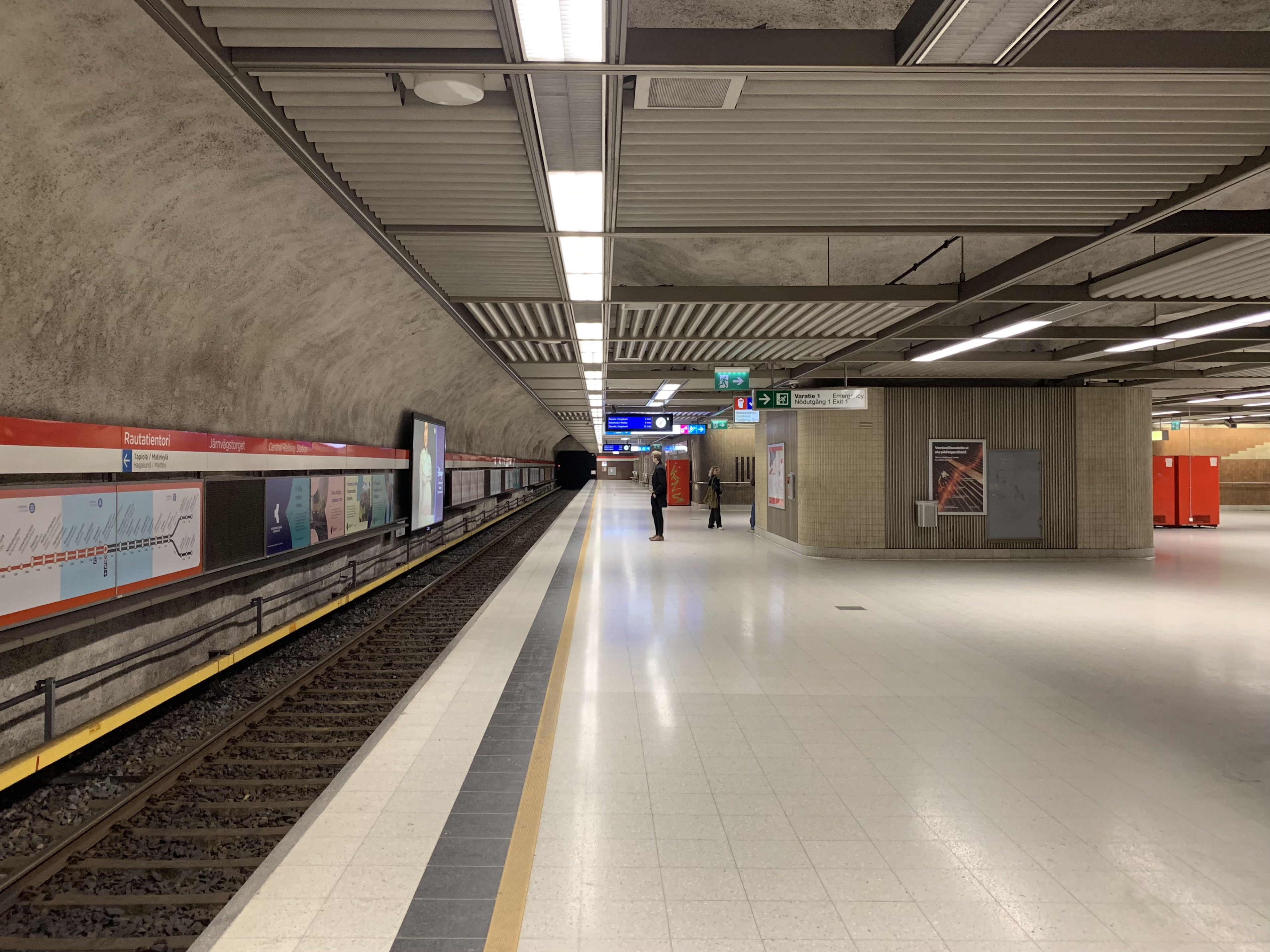
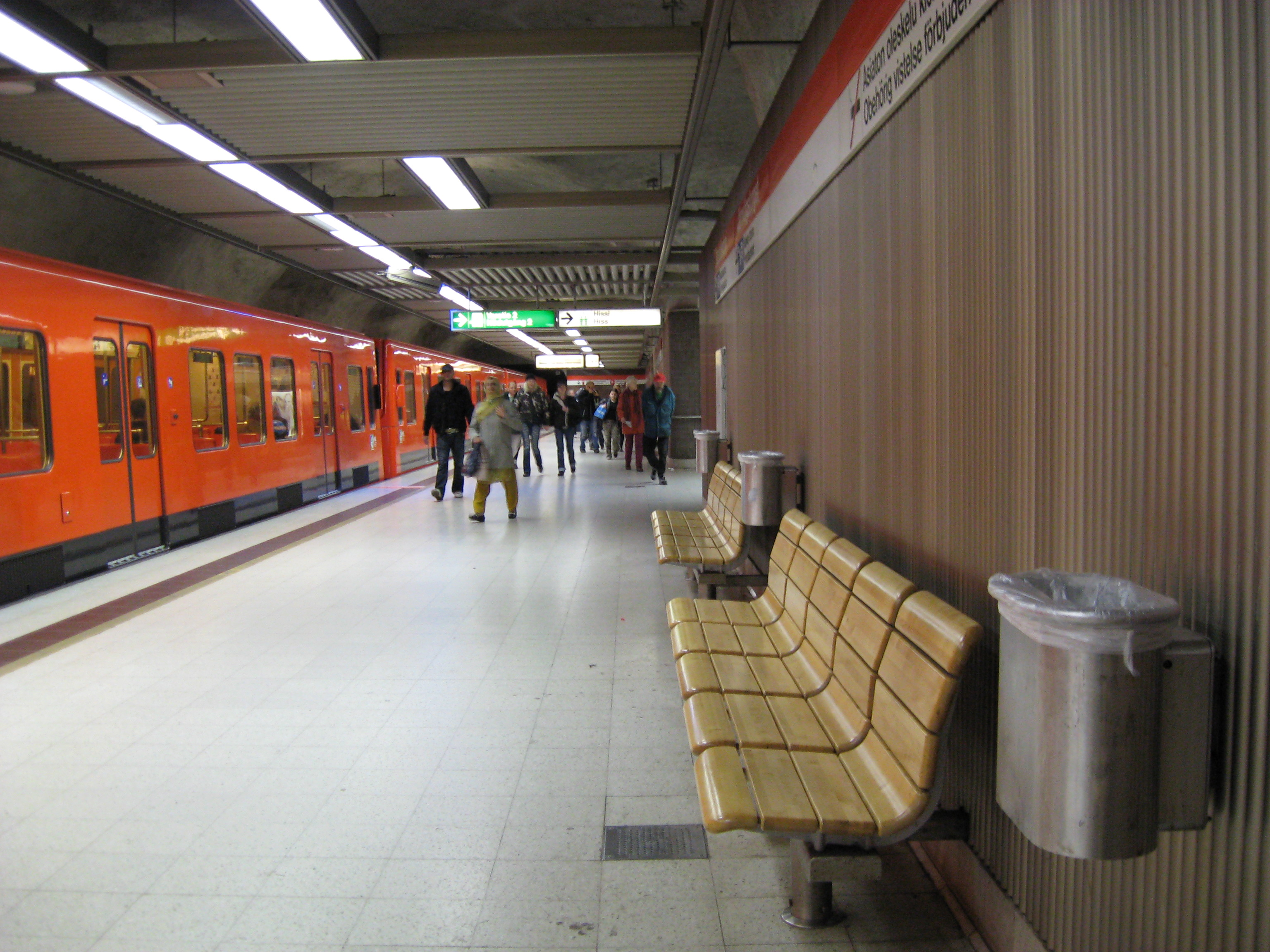
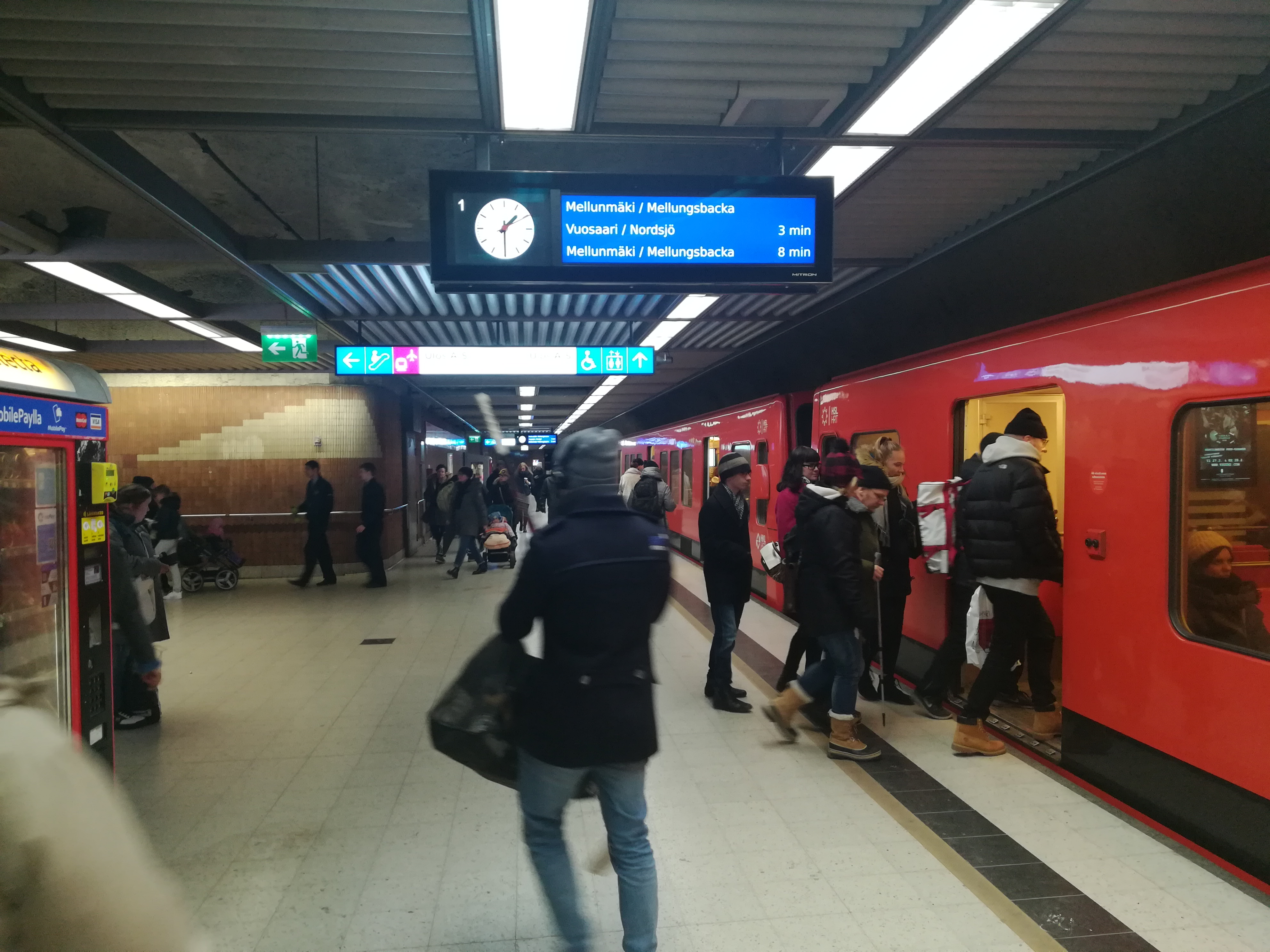

### Intermodalité
Rautatientori est en correspondance directe avec la gare centrale d'Helsinki, desservie par des trains grandes lignes et les trains du réseau de banlieue. Elle est la seule station du métro en correspondance avec le réseau ferroviaire.
Elle est également en correspondance, comme la gare, avec des arrêts des lignes l2, 3, 4 , 5, 6, 6T, 7A, 7B, 9 et 10 du tramway d'Helsinki, et des arrêts des lignes 16, 23, 40, 55, 61, 64, 65, 66, 67, 71, 75, 77, 78, 200, 321, 322, 332, 345, 411, 415, 421, 431, 435, 436, 611, 614, 615, 617, 717, 718, 718A, 739, 785, 788 et les bus de nuit 21N, 23N, 61N, 67N, 73N, 74N, 77N, 78N, 79N, 85N, 86N, 87N, 90A, 90N, 92N, 94N, 95N, 96N, 97N, 231N, 235N, 415N, 431N, 436N, 633N, 643N, 717N, 721N, 731N et 841N du réseau des bus de la région d'Helsinki.